# Trigynaea lagaropoda
Trigynaea lagaropoda là loài thực vật có hoa thuộc họ Na. Loài này được D.M. Johnson & N.A. Murray miêu tả khoa học đầu tiên năm 1995.